# Judenkever Buckau

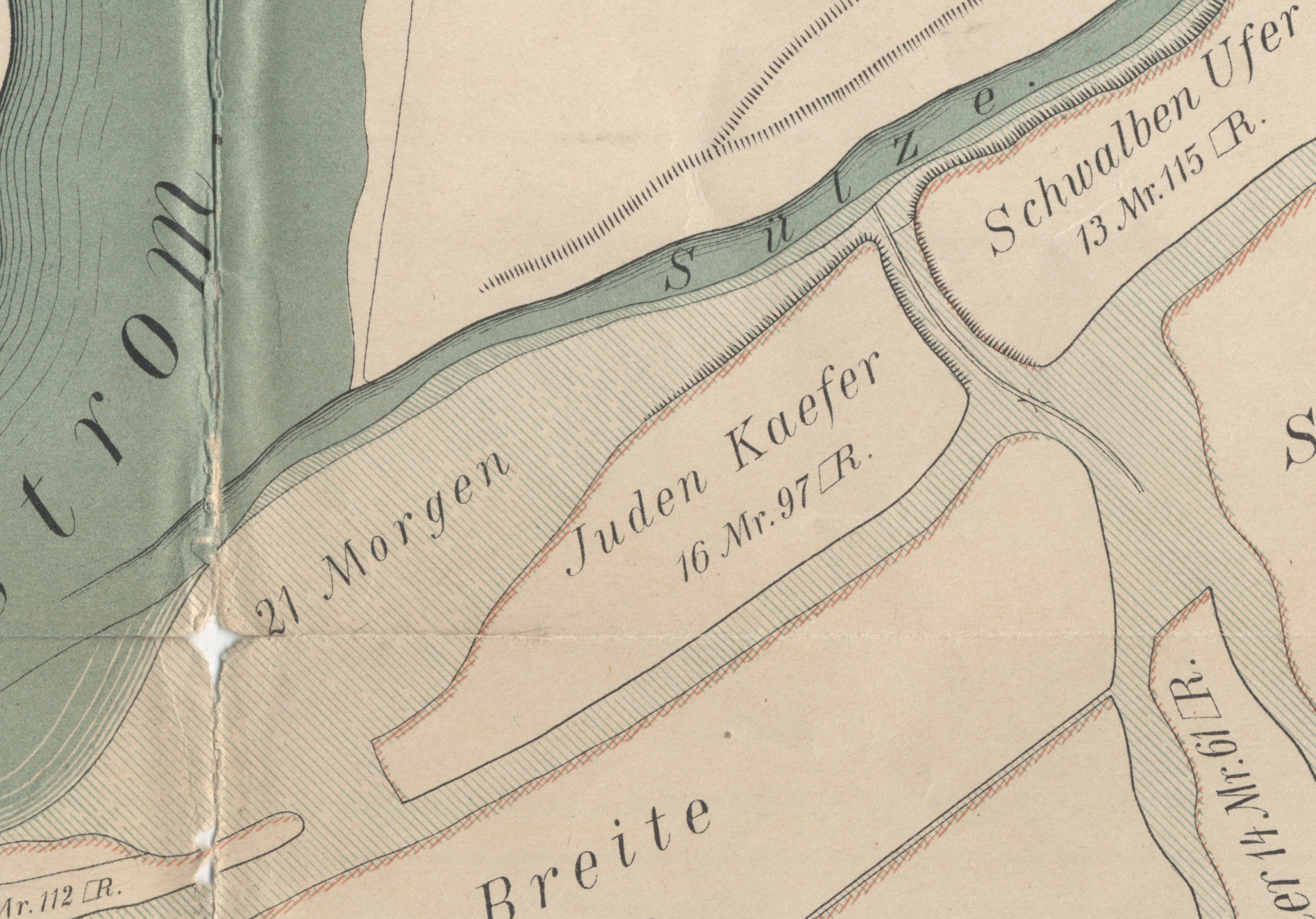
Flurstück mit der Bezeichnung Juden Kaefer südlich von Buckau auf einer Karte aus dem Jahr 1775, Karte nicht eingenordet, Norden ist links

Der Judenkever ist ein ehemaliger jüdischer Friedhof im zur Stadt Magdeburg in Sachsen-Anhalt gehörenden Stadtteil Buckau.

## Lage
Der Friedhof befand sich südlich des Dorfes Buckau am Westufer der Sülze in unmittelbarer Nähe ihrer Mündung in die Elbe. Der Bereich bildete den nordwestlichen Teil des Wolfswerders. Südlich schloss sich das Flurstück Schwalbenufer an.

## Geschichte
Die genaue Zeit der Gründung des Friedhofes ist unklar. Urkundliche Erwähnungen liegen jedoch bereits aus den Jahren 1312 und 1383 vor. In diesen Jahren erwarb die jüdische Gemeinde vom Kloster Berge jeweils Flächen zur Erweiterung des Friedhofs. Die jüdische Bevölkerung lebte damals weiter nördlich in einer Siedlung südlich der Stadtmauern der Stadt Magdeburg. Die jüdische Gemeinde durfte den Friedhof mit einer Mauer umgeben und verfügte über einen Weg zur Begräbnisstätte.
Im Jahr 1493 wurde die jüdische Bevölkerung jedoch auf Befehl des Erzbischofes Ernst vertrieben. Der Friedhof wurde aufgegeben und in eine Ackerfläche umgewandelt. Sowohl die Sudenburg als auch das Kloster Berge erhoben Ansprüche auf die Fläche. Das Domkapitel Magdeburg entschied zu Gunsten der Sudenburg. Im Jahr 1585 wurde das Grundstück von Kammerrat Bertram an das Kloster Berge verkauft.
Zeitweise stand ein Flurstück mit dem Namen Jodenkever bzw. joden Kieffer auch den jeweiligen Fährherren der deutlich weiter südlich gelegenen Fähre Westerhüsen zu.
Für das Jahr 1827 wird angegeben, dass noch einige Steine mit hebräischen Inschriften sichtbar waren und sich darüber hinaus viele Schädel fanden.
1841 veräußerte eine Frau Pastor Hoffmann das Ackergrundstück an einen J. W. A. Siegrist aus Amsterdam. Südlich des Grundstücks führte ein Fahrweg von der Schönebecker Straße zur Sülze. Siegrist legte auf dem Grundstück eine Schwefelsäure-Fabrik an, an der sich 1845 die Kaufleute C. Rammelberg und Louis Coqui beteiligten, die die Fabrik später als Coqui & Rammelberg führten. Die Fabrik wurde sowohl räumlich als auch in ihrer Produktpalette erweitert. Im Jahr 1847 wurde auf einem zu diesem Zeitpunkt dem Fabrikdirektor der Vereinigte Hamburg-Magdeburger Dampfschiffahrts-Compagnie Albrecht Tischbein gehörenden und als Acker genutztem Teilstück des Judenkevers die Morgenstraße gebaut. Es schlossen sich weitere industrielle Nutzungen an.
Noch Ende des 19. Jahrhunderts wurde berichtet, dass man bei Ausschachtungen zuweilen Gräber aufdecke. Ein Grabstein mit einer gut erhaltenen Inschrift befand sich zumindest noch 1887 in einer Ecke des kleinen Vorgartens der chemischen Fabrik. Viele der Grabsteine waren jedoch im Lauf der Zeit zum Haus- und Straßenbau verwendet worden. Ein Grabstein aus dem Jahr 1312 war als Spolie in das Haus Breiter Weg 198 eingebaut worden. Nach der Zerstörung des Hauses im Jahr 1945 wurde der Grabstein geborgen und befindet sich heute im Kulturhistorischen Museum Magdeburg.